# K-1 World Grand Prix Final
Le K-1 World Grand Prix Final l’un est le grand tournoi annuel des super-lourds (+100kg) organisé par le K-1, l’autre est le championnat des poids lourds (-100kg) aussi organisé par la plus importante organisation de kick-boxing japonais au monde : le K-1. Il est réservé aux 16 meilleurs combattants poids lourds de l'année, sélectionnés lors de différents tournois un peu partout dans le monde en comprenant les finalistes.

## Records
Ernesto Hoost et Semmy Schilt l'ont remporté 4 fois, ce qui constitue le record actuel alors que Peter Aerts a quant à lui participé à chacune des phases finales du K-1 depuis sa création.

## Palmarès du K-1 World Grand Prix Final
| K-1 WGP | Vainqueur        | Nationalité      | Finaliste        | Nationalité      | Tableau de rencontres |
| ------- | ---------------- | ---------------- | ---------------- | ---------------- | --------------------- |
| 1993    | Branko Cikatić   | Croatie          | Ernesto Hoost    | Pays-Bas         | K-1 Grand Prix 1993   |
| 1994    | Peter Aerts      | Pays-Bas         | Masaaki Satake   | Japon            | K-1 Grand Prix 1994   |
| 1995    | Peter Aerts      | Pays-Bas         | Jérôme Le Banner | France           | K-1 Grand Prix 1995   |
| 1996    | Andy Hug         | Suisse           | Mike Bernardo    | Afrique du Sud   | K-1 Grand Prix 1996   |
| 1997    | Ernesto Hoost    | Pays-Bas         | Andy Hug         | Suisse           | K-1 Grand Prix 1997   |
| 1998    | Peter Aerts      | Pays-Bas         | Andy Hug         | Suisse           | K-1 Grand Prix 1998   |
| 1999    | Ernesto Hoost    | Pays-Bas         | Mirko Filipović  | Croatie          | K-1 Grand Prix 1999   |
| 2000    | Ernesto Hoost    | Pays-Bas         | Ray Sefo         | Nouvelle-Zélande | K-1 Grand Prix 2000   |
| 2001    | Mark Hunt        | Nouvelle-Zélande | Francisco Filho  | Brésil           | K-1 Grand Prix 2001   |
| 2002    | Ernesto Hoost    | Pays-Bas         | Jérôme Le Banner | France           | K-1 Grand Prix 2002   |
| 2003    | Remy Bonjasky    | Pays-Bas         | Musashi          | Japon            | K-1 Grand Prix 2003   |
| 2004    | Remy Bonjasky    | Pays-Bas         | Musashi          | Japon            | K-1 Grand Prix 2004   |
| 2005    | Semmy Schilt     | Pays-Bas         | Glaube Feitosa   | Brésil           | K-1 Grand Prix 2005   |
| 2006    | Semmy Schilt     | Pays-Bas         | Peter Aerts      | Pays-Bas         | K-1 Grand Prix 2006   |
| 2007    | Semmy Schilt     | Pays-Bas         | Peter Aerts      | Pays-Bas         | K-1 Grand Prix 2007   |
| 2008    | Remy Bonjasky    | Pays-Bas         | Badr Hari        | Maroc            | K-1 Grand Prix 2008   |
| 2009    | Semmy Schilt     | Pays-Bas         | Badr Hari        | Maroc            | K-1 Grand Prix 2009   |
| 2010    | Alistair Overeem | Pays-Bas         | Peter Aerts      | Pays-Bas         | K-1 Grand Prix 2010   |
| 2024    |                  |                  |                  |                  | K-1 Grand Prix 2024   |